# Janne Ahonen
Janne Petteri Ahonen (Lahti, 1977. május 11. –) finn síugró. Az ezredforduló egyik legeredményesebb versenyzője, néha a „síugrás Michael Schumacherének” is nevezik.
Legnagyobb eredményei: egyéni világbajnoki címet szerzett 1997-ben középsáncon, és 2005-ben nagysáncon; összetett első helyet szerzett a Síugró-világkupa 2003-2004-es és 2004-2005-ös szezonjában; megnyerte a négysáncversenyt az 1998-1999-es, a 2002-2003-as, 2004–2005-ös, 2005-06-os és a 2007–2008-as idényben. Ezzel az öt  győzelemmel megdöntötte Jens Weissflog rekordját. Érdekes, hogy 1999-ben úgy nyert a négysáncversenyen, hogy egyik versenyt se nyerte meg.
További érmei az északisí-vb-ken: egyéniben bronzérmet szerzett 2001-ben a közép-, 2005-ben a nagysáncon; csapatban aranyat a nagysáncon (1995, 1997, 2003); ezüstöt a középsáncon (2001); és a nagysáncon (2001, 2005).
Érmei a sírepülő-vb-ken: ezüst az egyéni versenyben (1996, 2004), bronz (2000); ezüst a csapatversenyekben (2004, 2006).
Pályafutása során 39-szer állt dobogón az összetett világkupában, és még négyszer sírepülő-versenyen. 17-szer volt első, a 2004-05-ös szezonban 12-szer nyert futamot, ezzel beállította Primoz Peterka vonatkozó rekordját.
Síugrókarrierje mellett Ahonen autóversenyzőként is sikeres, 2004-ben finn és skandináv bajnok lett. Autóversenyzőként a Team Eagle Racingben versenyez.
Felesége, Tiia Ahonen, két fiuk van, Mico (2001–) és Milo (2008–). Idősebb fiát, Milo édesapját követve szintén síugró lett. 2005-ben az év finn sportolójának választották.

## Világkupa
| Szezonok  | Helyezés | Pontszám |
| --------- | -------- | -------- |
| 1992-93   | 50.      | 5        |
| 1993-94   | 10.      | 388      |
| 1994-95   | 3.       | 869      |
| 1995-96   | 3.       | 1054     |
| 1996-97   | 8.       | 734      |
| 1997-98   | 9.       | 836      |
| 1998-99   | 2.       | 1695     |
| 1999-2000 | 3.       | 1437     |
| 2000-01   | 5.       | 686      |
| 2001-02   | 15.      | 356      |
| 2002-03   | 4.       | 1016     |
| 2003-04   | 1.       | 1316     |
| 2004-05   | 1.       | 1715     |
| 2005-06   | 2.       | 1024     |
| 2006-07   | 8.       | 539      |
| 2007-08   | 3.       | 1291     |

## Visszavonulása
2008. március 26-án Helsinkiben, sajtótájékoztatóján búcsúzott el az akkor 30 éves sportember, akit minden idők egyik legjobb síugrójának tartanak. A 2009/10-es szezonban tért vissza. 2011-ben Lahtiban bejelentette, hogy újra visszavonul, de 2013-ban ismét visszatért. 2018 októberében, 41 évesen újra bejelentette visszavonulását.